# John Short
Pour les articles homonymes, voir Short (homonymie).
John Short (4 juillet 1836-16 octobre 1886) fut un agriculteur et homme politique municipal et fédéral du Québec.

## Biographie
Né à Richmond dans le Haut-Canada (Ontario), il effectua ses études à Lennoxville dans le Canada-Est. Après s'être installé en Gaspésie, il devint maire de la municipalité de Gaspé pendant 14 ans. Il servit ensuite comme secrétaire de la commission scolaire et comme shérif du district de Gaspé. Lors d'une élection partielle en 1875, déclenché après l'annulation de l'élection fédérale précédente, il devint député du Parti conservateur dans la circonscription de Gaspé. Il ne se représenta pas en 1878.